# کوندواکان
کاندواکان (به اسپانیایی: Cunduacán) از شهرهای کشور مکزیک است که در ایالت تاباسکو قرار دارد و جمعیت آن طبق سرشماری سال ۲۰۱۰ میلادی ۱۱۵٬۹۷۶ نفر بوده است.